# Elefant (vânător de tancuri)
Acest articol se referă la vânătorul de tancuri Elefant.  Pentru alte sensuri, vedeți Elefant (dezambiguizare).
Panzerjäger Tiger (P) Elefant  (germană: elefantul, denumit oficial SdKfz 184) a fost un vânător de tancuri greu (Schwerer Panzerjäger) folosit de Germania nazistă în timpul celui de-al Doilea Război Mondial. Vehiculul a fost cunoscut inițial sub numele de Ferdinand, după numele proiectantului său, Ferdinand Porsche.

## Proiectare
Elefant a fost proiectat cu intenția de a înlocui vânătoarele de tancuri improvizate apărute între anii 1941-1942, cât și mai târziu, care erau relativ ineficiente (precum seria Marder). Șasiul era bazat pe modelele Porsche Tiger I deja construite și era dotat cu șenile noi.
Suspensia era formată din șase boghiuri așezate în perechi cu bare de torsiune longitudinale.
Motorul era amplasat în mijlocul carcasei blindate, pentru a se potrivi cu turela proiectată de Krupp pentru versiunea Porsche a tancului greu Tiger I. Camera de luptă era fixă, de tip cazemată, iar blindajul lateral era ușor înclinat. Motoarele acționau generatoare electrice, care la rândul lor alimentau motoarele electrice conectate la roțile motoare din spate.
Mecanicul conductor și operatorul radio erau așezați într-un compartiment separat în partea din față. Vehiculul era dotat cu un tun 88 mm Panzerabwehrkanone (PaK) 43/2 L/71. Modelul L/71 avea o țeavă mai lungă decât L/56 Flak 18 și Flak 36, fapt care creștea semnificativ viteza de ieșire a proiectilului. Acest tun trăgea cu un proiectil diferit, mai lung, cu o putere de perforare sporită.

## Producție
Porsche a fabricat circa o sută de șasiuri pentru proiectul Porsche Tiger în fabrica din Nibelungenwerk situată în Sankt Valentin, Austria. Șasiurile fabricate de Porsche și Henschel foloseau aceeași turelă proiectată de Krupp, modelul Henschel având turela mai mult sau mai puțin asezată în centrul șasiului, modelul Porsche având turela așezată mai aproape de partea din față a suprastructurii. Deoarece proiectul Henschel Tiger a fost desemnat câștigător, șasiurile produse de Porsche nu mai erau necesare pentru Tiger I, acestea urmând să fie folosite pentru un viitor vânător de tancuri greu care să încorporeze noul tun antitanc de calibrul 88 mm Pak 43/2 proiectat de Krupp. Această armă precisă urma să distrugă tancurile inamice înainte ca acestea să ajungă în raza lor de acțiune. Nouăzeci și unu de șasiuri au fost transformate de la numărul de serie 150010 până la 150100.
Cele două motoare răcite cu aer Porsche au fost înlocuite cu două motoare Maybach HL 120 TRM cu puterea de 300 cai putere. Acestea acționau generatoarele electrice, care la rândul lor alimentau motoarele electrice conectate la roțile motrice din spatele șenilelor. Motoarele electrice erau folosite și la sistemul de direcție al vehiculului. Pe lângă consumul ridicat și performanța slabă, agregatul energetic necesita o mentenață atentă; roțile motoare ale șenilelor trebuiau schimbate la fiecare 500 de kilometri parcurși.
Pe blindajul frontal au fost nituite plăci de oțel cu o grosime de 100 de milimetri. Grosimea blindajului a crescut la 200 de milimetri, însă cu prețul a 5 tone de greutate suplimentară. Camera de luptă de tip cazemată încorpora tunul și majoritatea echipajului, fiind amplasată în spatele vehiculului. Motorul era situat la mijloc, mecanicul conductor și operatorul radio fiind așezați în față, separat. Datorită compartimentării, aceștia puteau fi contactați doar prin radio. Procesul de transformare a fost terminat între lunile martie-mai 1943.
În septembrie 1943, toți vânătorii de tancuri Ferdinand au fost rechemați la fabrică pentru modificări bazate pe experiența dobândită în timpul Bătăliei de la Kursk. Între octombrie și noiembrie 1943, 48 din cele 50 de vehicule care au supravețuit luptelor au fost modificate, adăugându-le o mitralieră MG 34 (pentru a îmbunătăți capacitățile defensive contra infanteriei), o cupolă pentru comandant (modificată din cupola standard montată pe StuG III pentru o mai bună perspectivă asupra câmpului de luptă) și pastă antimagnetică Zimmerit. În plus, câteva modificări minore la blindaj au crescut greutatea de la 65 la 70 tone. Aceste vehicule îmbunătățite au fost neoficial denumite Elefant, acesta devenind numele oficial la ordinul lui Hitler pe 1 mai 1944.

## Utilizare
Vehiculele blindate de luptă erau distribuite la nivel de companie, fiind câteodată împărțite în plutoane, cu infanterie sau tancuri care să protejeze flancurile vulnerabile. În atac, acest vânător de tancuri greu era vârful de lance, iar în defensivă era de obicei folosit ca o rezervă mobilă, pentru a opri avansul formațiunilor de tancuri inamice.

## Utilizare în luptă

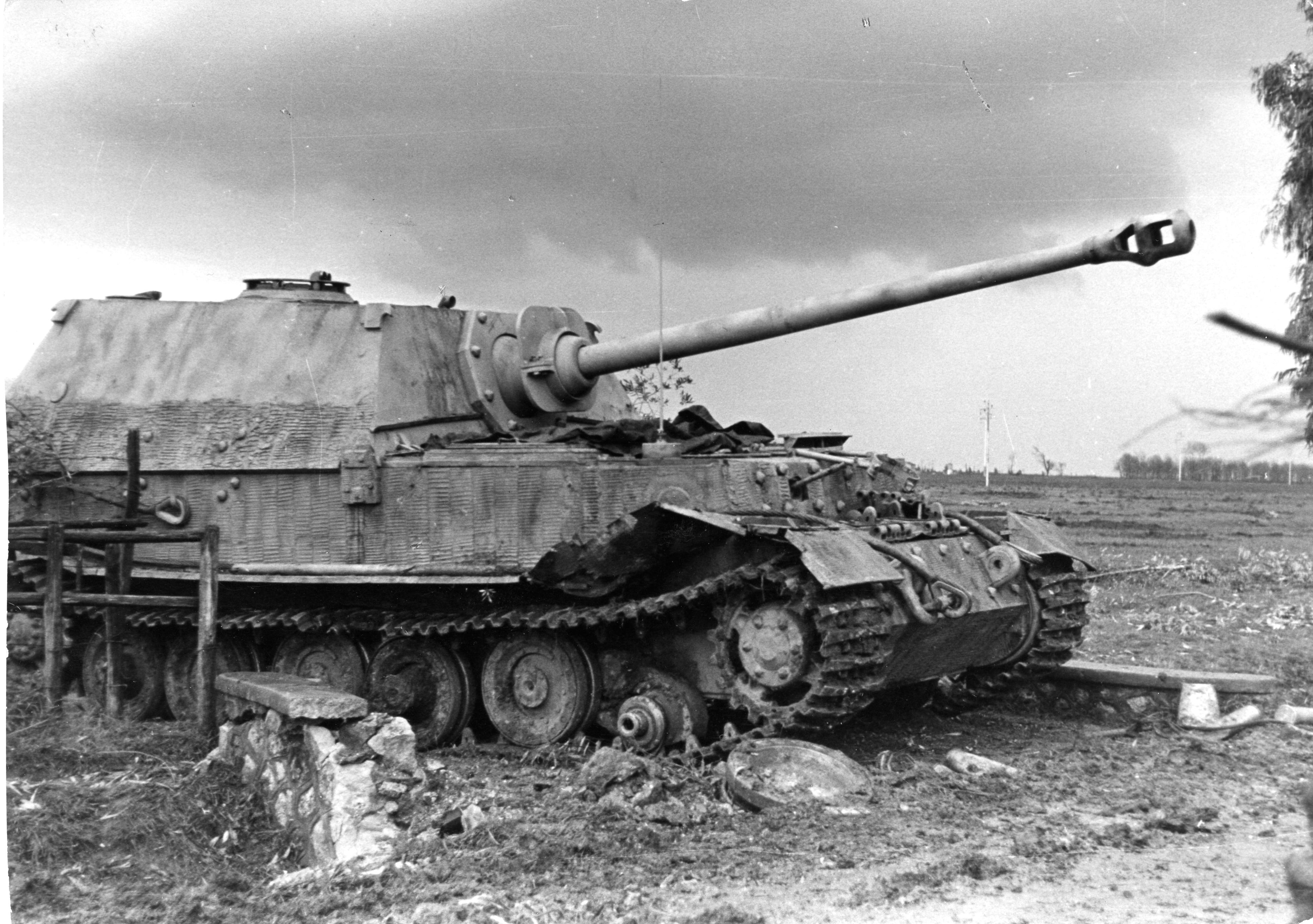
Un vehicul distrus pe frontul din Italia (aprilie 1944).

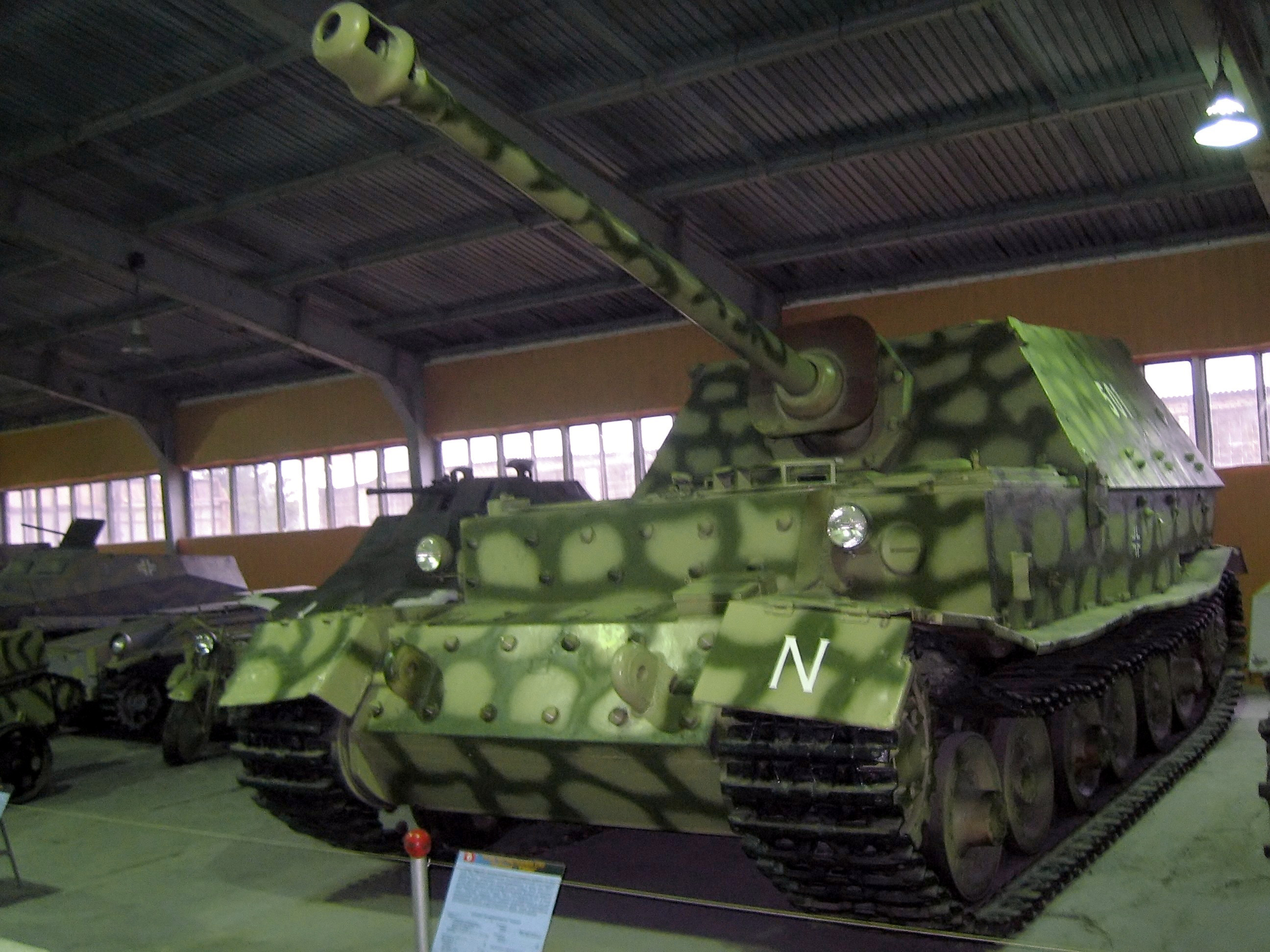
Vânătorul de tancuri Ferdinand expus la Muzeul Tancului din Kubinka, Rusia.

Ferdinand a fost folosit în luptă pentru prima dată în timpul Bătăliei de la Kursk, unde au participat optzeci și nouă de vehicule. Deși eficient în luptele împotriva tancurilor sovietice, vehiculul blindat se comporta destul de prost în alte privințe.
În varianta sa originală, vânătorii de tancuri Ferdinand nu aveau o mitralieră drept armament secundar, fiind vulnerabil la atacurile infanteriei. Deși acest lucru reprezenta un dezavantaj important, majoritatea pierderilor au fost cauzate de mine antitanc și defecțiuni tehnice. În aproximativ patru zile toți vânătorii de tancuri Ferdinand erau scoși din uz datorită problemelor tehnice și avariilor la șenile și suspensie cauzate de minele antitanc. Pierderile datorate acțiunilor inamice au fost foarte reduse, datorită protecției mari oferite de blindajul gros, vehiculul fiind aproape imun la focul armamentului sovietic. Majoritatea vehiculelor distruse sau capturate au fost abandonate de către echipaj datorită defecțiunilor.
Multe autotunuri Ferdinand imobilizate au fost permanent abandonate, deoarece erau prea grele pentru vehiculele de tractare germane. Altele au fost pierdute datorită defecțiunilor apărute în timpul retragerii cauzate de contraatacul sovietic. Puținele vehicule care au supraviețuit au fost folosite ulterior pe frontul de pe râul Nipru spre sfârșitul anului 1943.
Deși modificările ulterioare au îmbunătățit designul, anumite probleme nu au putut fi niciodată rezolvate. În 1944, vânătorii de tancuri Elefant prezenți pe frontul din Italia erau relativ ineficienți, datorită greutății de 70 tone nepotrivite pentru majoritatea drumurilor și podurilor din peninsulă. Din cauza nevoii permanente de piese de schimb, majoritatea unităților nu au fost pierdute în luptă, ci mai degrabă abandonate și distruse de către propriile echipaje. O companie de autotunuri Elefant a participat împotriva sovieticilor la Ofensiva de pe Vistula-Oder din Polonia, iar ultimele vehicule care au supraviețuit au fost folosite lângă Zossen în timpul Bătăliei pentru Berlin.
Ferdinand/Elefant a fost probabil cel mai bun vânător de tancuri folosit în timpul războiului având în vedere raportul dintre tancurile inamice distruse și pierderi, acesta fiind în medie de 10 la 1. În timpul Bătăliei de la Kursk sPzJagAbt 653 a pretins că a distrus 320 de tancuri inamice, cu prețul a doar 13 vânători de tancuri Ferdinand. Această diferență impresionantă a fost posibilă datorită puterii de foc și protecției extreme a vânătorului de tancuri, fapt care reprezenta un avantaj enorm atunci când era folosit în atac sau în operațiunile defensive statice. Totuși, performanțele slabe ale motorului și defecțiunile frecvente au împiedicat folosirea acestui vehicul blindat de luptă la potențial maxim în operațiuni.